# Ti amo veramente
Ti amo veramente är debutalbumet av den italienska musikgruppen Modà. Det gavs ut i oktober 2004 och innehåller 12 låtar.

## Låtlista
| Nr  | Titel                   | Längd |
| --- | ----------------------- | ----- |
| 1.  | Riesci ad innamorarmi   | 3:41  |
| 2.  | Ti amo veramente        | 3:23  |
| 3.  | Volevo dirti            | 3:45  |
| 4.  | Il sogno di una bambola | 4:53  |
| 5.  | Dimmi che non hai paura | 4:10  |
| 6.  | Il branco               | 3:45  |
| 7.  | Ora vai                 | 4:11  |
| 8.  | Sogno nel cassetto      | 4:18  |
| 9.  | Uomo diverso            | 3:26  |
| 10. | Nuvole di rock          | 4:57  |
| 11. | Padre astratto          | 3:21  |
| 12. | Mentre sogni            | 3:54  |